# Kopernik (loża wolnomularska)
Loża-matka WLN (późniejsza WLNP) utworzona 19 marca 1920 przez członków działającej w Rzymie polskiej loży "Polonia". 24 kwietnia, dzięki poprzedzającym utworzenie staraniom członków "Polonii", otrzymała ona dokument założycielski od Wielkiej Loży Włoch, dzięki czemu stała się lożą regularną.
Do końca lat 30. "Kopernik" był największą warszawską lożą. Został zlikwidowany jesienią 1938 po dekrecie prezydenta RP Ignacego Mościckiego, nakazującym rozwiązanie wszystkich stowarzyszeń masońskich w Polsce.
W lutym 1940 w Paryżu ukonstytuowała się nawiązująca do warszawskiego "Kopernika" loża o tej samej nazwie, a jej przewodniczącym został adwokat Tadeusz Tomaszewski. Warsztat pracował pod zwierzchnictwem Wielkiej Loży Francji (Grande Loge de France) - w tamtym czasie drugiej co do wielkości francuskiej obediencji masońskiej. Po kapitulacji Paryża w czerwcu 1940 większość członków loży wyjechała do Anglii, zaś paryska loża przestała działać. W Londynie z uwagi na fakt, iż Wielka Loża Anglii nie uznawała WLNP, nie udało się niczego reaktywować. W czasie powstania warszawskiego spaleniu uległo archiwum lożowe warszawskiego "Kopernika".
Dopiero dzięki inicjatywie Jerzego Stefana Langroda, który zrezygnował z pracy w Krakowie w 1948, zdołano reaktywować paryskiego "Kopernika". Pomimo tego, że udało się odnaleźć w Paryżu tylko jednego Polaka-masona, warsztat wznowił prace dzięki uczestnictwu obcokrajowców, początkowo nietrwale, bowiem loża upadła, gdy Langrod przebywał w latach 1950–1952 w Brazylii, wykładając na uniwersytecie w Rio de Janeiro. Za drugim razem udało się odnieść sukces, dzięki czemu ok. 1960 pracowało w nim ponad 30 osób, w większości obcokrajowców, m.in. Ukraińców, Rosjan, Jugosłowian, a także jeden Łotysz, Francuz i Turek. Pomimo takiej mieszaniny narodowości reaktywowana loża nosiła nazwę Polskiej Loży Macierzystej "Kopernik", działała w strukturach Wielkiej Loży Francji i uważała się za spadkobierczynię Wielkiej Loży Narodowej Polski.
Z biegiem lat warsztat, pracujący początkowo w języku francuskim, przetłumaczył teksty rytuałów na polski i zaczął pracować w tym języku. Finansował także wydawanie książek dotyczących wolnomularstwa oraz pobyt w Paryżu polskiego historyka Ludwika Hassa. Po powstaniu KOR przesłano do Polski pokaźne wsparcie dla tej organizacji. Próbowano także wysyłać paczki dla Polaków w Rosji, ale zawsze wracały one do nadawcy. Po wyborze nowego papieża, którym został w 1978 Karol Wojtyła, zgromadzeni w "Koperniku" wolnomularze postanowili wysłać do Watykanu następujący list gratulacyjny:
W dniu wstąpienia na tron Stolicy Apostolskiej gorące i przepełnione radością powinszowania przesyłają Jego Świątobliwości wolnomularze polscy. Różnych wyznań, ale wierni chrześcijańskiej nauce o miłości bliźniego, świeccy, ale czujący się spadkobiercami budowniczych katedr, zgrupowani obecnie w Paryżu, ale pracujący z myślą o swych wielkich poprzednikach w Polsce [...] łączymy się ze wszystkimi ludźmi dobrej woli w ogromnej dziś nadziei, że w Osobie Jego Świątobliwości znajdą obrońcę i szermierza najdroższych dla nas wartości: godności człowieka, wolności sumienia, tolerancji, kultu prawdy, obrony uciśnionych, sprawiedliwości społecznej, poszanowania swobód obywatelskich oraz miłości Ojczyzny. Z najgłębszą ufnością, że podobnie jak Książę Metropolita Krakowski, Kardynał Karol Wojtyła, tak i Ojciec Święty, Jan Paweł II, będzie wiódł bój o te wielkie ideały, przesyłamy Jego Świątobliwości życzenia pomyślności w jakże trudnej Jego misji.
W listopadzie tego samego roku, pomimo trwającej ekskomuniki nałożonej przez Kościół katolicki na wszystkich katolików, którzy są członkami masonerii, otrzymano z Watykanu, za pośrednictwem nuncjatury paryskiej, następującą odpowiedź w języku polskim:
Inną głośną deklaracją paryskiego Kopernika jest dokument odczytany 19 grudnia 1981 na zebraniu Wielkiej Loży Francji:

Wprowadzenie dyktatury wojskowej w Polsce w nocy z dnia 12 na 13 grudnia 1981 i ogłoszeniu stanu wojennego stanowi poważne naruszenie Praw Człowieka i godzi w ideał Wolności. Wolnomularze z Macierzystej Loży Polski "Kopernik" na wschodzie Paryża są tym najgłębiej przejęci. Uważają, że w obliczu tej sytuacji nie wolno być obojętnym, gdyż jest to sprawa dotycząca bezpośrednio Europy, a nawet całej ludzkości i że w grę wchodzą to powszechne i niepodzielne zasady Wolności i godności ludzkiej. Dlatego też, protestując gorąco przeciwko temu aktowi gwałtu wolnomularze z Macierzystej Loży Polski "Kopernik" wzywają w imię łączącego nas braterstwa wszystkich wolnomularzy we Francji i na świecie, aby potępili na płaszczyźnie moralnej ten zamach warszawski i aby nie szczędzili trudów w niesieniu pomocy narodowi polskiemu w jego walce o Wolność, do której mają prawo wszyscy ludzie i wszystkie narody

Loża "Kopernik w Warszawie
"Kopernik" francuski nie był jedyną kontynuującą tradycje WLNP lożą o tej nazwie. Od 12 lutego 1961 w Warszawie Mieczysław Bartoszkiewicz, posiadający od Stanisława Stempowskiego uprawnienie obudzenia wolnomularstwa polskiego, "obudził" z inicjatywy Jana Wolskiego i Stefana Zbrożyny wraz z siedmioma mistrzami (Tadeusz Gliwic, Aleksander Lutze-Birk, Józef Roliński, Marian Serejski, Julian Kulski, Erazm Samotycha, Tadeusz Wyszomirski) lożę niezależną "Kopernik".
Według niektórych informacji loża w 1963 skontaktowała się z Paryżem. Obydwie loże ustaliły, że uznają się wzajemnie, zaś loża warszawska, będąc w głębokiej konspiracji, zgodziła się, by polskie wolnomularstwo reprezentowane było na świecie przez lożę paryską. Konspiracja wywołana była m.in. obawami o przetrwanie loży oraz chęcią uniknięcia sytuacji, w której władze PRL próbowałyby ingerować w działalność lożową. Jak wspominał Tadeusz Gliwic: "przez wiele lat działaliśmy w ścisłej konspiracji, było nas niewielu, zaledwie 15 osób, co było istotne ze względów bezpieczeństwa". 
Faktycznie, w latach 1961-1989 inicjowano w warszawskim Koperniku zaledwie ok. 20 osób. 19 lutego 1961 do loży przyjęto Jana Józefa Lipskiego i Klemensa Aleksandrowicza. Wznowił swoje działania również Włodzimierz Zonn. 26 marca 1972 do loży przyjęto Ludwika Cohna i Jerzego Jasińskiego, 5 listopada 1972 Janusza Maciejewskiego, zaś 10 grudnia 1972 Edwarda Lipińskiego i Antoniego Słonimskiego. 
9 listopada 1975 do loży przyjęto Jana Kielanowskiego, 12 kwietnia 1981 Klemensa Szaniawskiego. 20 maja 1986 przyjęto do loży Stanisława Wydźgę, 20 listopada 1986 Huberta Janowskiego, zaś 5 lutego 1987 Ignacego Sieradzkiego. 24 kwietnia 1987 przyjęto Tadeusza Cegielskiego oraz Jana Kurmana. 
Przewodniczącym loży byli: Mieczysław Bartoszkiewicz (1961–1962), Jan Józef Lipski (1962–1981), Jan Kielanowski (1981–1986), Jan Józef Lipski (1986–1988), Tadeusz Gliwic (1988–1991).
Po odzyskaniu niepodległości warszawska loża podzieliła się na trzy warsztaty, poza Kopernikiem były to: Walerian Łukasiński (Warszawa), oraz Przesąd Zwyciężony (Kraków). W tym stanie można było przebudzić Wielką Lożę Narodową Polski. Dokument w tej sprawie został podpisany przez przewodniczących trzech warsztatów podczas wspólnego posiedzenia 17 grudnia 1991, 10 dni później świętowano natomiast oficjalnie obudzenie WLNP.